# Cinco historias para ellas
Cinco historias para ellas es una película erótica y pornográfica producida en España en 2007, producida por Thagson Digital Media, y dirigida por la sueca y residente en Barcelona desde el año 2000 Erika Lust, autora del corto de culto "The Good Girl". Cuenta cinco historias urbanas, atrevidas y directas, pensadas para un público femenino y para parejas. Incluye escénas lésbicas, heterosexuales y bisexuales, siendo así denominada del nuevo género porno "nouvelle vague".
1. Nadia y las mujeres
2. Jodete Carlos.com
3. Casados con hijos
4. Ser o no ser una buena chica
5. Te quiero te odio

Película 5 historias para ellas

## Reparto
- Julia Taylor
- Sonia Baby
- Sandra G
- Lady Mai
- Bobbi Eden
- Rafa García
- Ramón Nomar
- Claudia Claire
- Eduardo Romo
- Lucas Foz
- Anthony Martínez
- Daniel Royter

## Premios
“Cinco historias para ellas” ha ganado los premios “Mejor Guion” en el Festival de Cine Erótico de Barcelona en 2007, “Mejor Película para Mujeres” en los Erotic E-line Awards (Berlín 2007), obtuvo una “Honorable Best Mention” en CineKink Festival (Nueva York 2008) y el premio “Mejor Película del Año” en los Feminist Porn Awards (Toronto 2008).